# Garhadiolus
Garhadiolus – rodzaj roślin z rodziny astrowatych (Asteraceae). Obejmuje trzy gatunki. Rośliny te występują w południowozachodniej i środkowej Azji oraz w północno-wschodniej Afryce – na obszarze od Egiptu, poprzez Azję Mniejszą, Półwysep Arabski, Kaukaz i Iran po zachodnie krańce Chin.

## Morfologia
PokrójRoczne rośliny zielne.
LiścieSkupione w rozetę odziomkową, rzadko na łodydze. O blaszkach niepodzielonych do pierzastowcinanych.
KwiatyZebrane w koszyczki powstające pojedynczo lub w większej liczbie na tęgich łodygach. Okrywa ma dzwonkowaty kształt i tworzą ją lancetowate listki ułożone w dwóch rzędach, przy czym te z zewnętrznego szeregu są drobne. Wewnętrzne listki twardnieją i grubieją w czasie owocowania. Dno koszyczka jest nagie. Wszystkie kwiaty są języczkowe z koroną żółtą.
OwoceWalcowate, wygięte niełupki, drobno owłosione. Brzeżne owoce otoczone są przez rozrośnięte i twardniejące listki okrywy. Owoce powstające w środkowej części kwiatostanu mają długie i cienkie dzióbki. Puch kielichowy ma postać białych, krótkich do 1,5 mm ości.

## Systematyka
Rodzaj z podplemienia Crepidinae, plemienia Cichorieae podrodziny Cichorioideae w obrębie rodziny astrowatych Asteraceae. W niektórych ujęciach rodzaj łączony jest z rodzajem słodziczka Rhagadiolus.
Wykaz gatunków
- Garhadiolus hamosus Boiss. & Hausskn.
- Garhadiolus hedypnois Jaub. & Spach
- Garhadiolus papposus Boiss. & Buhse